# مسابقات جهانی پارا دو و میدانی
مسابقات جهانی پارا دو و میدانی (به انگلیسی: World Para Athletics Championships) که قبل از سال  ۲۰۱۷ به عنوان مسابقات جهانی دو و میدانی آی‌پی‌سی  شناخته می‌شد، یک رویداد دو و میدانی پارالمپیک است که توسط پارا دو و میدانی جهانی کمیته فرعی کمیته بین‌المللی پارالمپیک (آی‌پی‌سی) برگزار می‌شود و رویدادهای دو و میدانی که توسط ورزشکاران دارای کم‌توانی جسمی به رقابت می‌پردازند را نشان می‌دهد. اولین دوره مسابقات جهانی دو و میدانی آی‌پی‌سی در سال ۱۹۹۴ در برلین آلمان برگزار شد.
آنها یک پارالمپیک موازی با مسابقات جهانی دو و میدانی برای ورزشکاران توانمند هستند. از سال ۲۰۱۱، زمانی که آنها از برنامه‌ریزی چهارساله به دوسالانه تغییر برنامه دادند، مسابقات قهرمانی آی‌پی‌سی در همان سال‌های مسابقات قهرمانی آی‌اِی‌اِی‌اِف (به انگلیسی: IAAF) برگزار می‌شود، اگرچه آنها رویدادهای جداگانه‌ای هستند و لزوماً در همان شهر میزبان برگزار نمی‌شوند. در سال ۲۰۱۷، لندن  که قبلاً میزبان بازی‌های پارالمپیک تابستانی ۲۰۱۲ بود، به اولین شهری تبدیل شد که میزبان مسابقات جهانی آی‌اِی‌اِی‌اِف و مسابقات جهانی پارا دو و میدانی در همان سال و به عنوان رویدادهای مرتبط بود.   

## نسخه‌ها
| #                                | سال     | شهر میزبان | کشور میزبان       | تاریخ        | محل                             | رویدادها | ورزشکاران | ملت‌ها | بهترین نتیجه |
| -------------------------------- | ------- | ---------- | ----------------- | ------------ | ------------------------------- | -------- | --------- | ----- | ------------ |
| مسابقات جهانی دو و میدانی آی‌پی‌سی |         |            |                   |              |                                 |          |           |       |              |
| ۱                                | ۱۹۹۴ () | برلین      | آلمان             | ۲۲–۳۱ ژوئیه  | ورزشگاه المپیک برلین            |          | ۱۱۵۴      | ۶۳    |              |
| ۲                                | ۱۹۹۸ () | بیرمنگام   | بریتانیا          | ۶–۱۶ اوت     | استادیوم الکساندر               |          | +۱۰۰۰     | ۶۱    |              |
| ۳                                | ۲۰۰۲ () | لیل        | فرانسه            | ۲۰–۲۸ ژوئیه  | ورزشگاه لیل متروپل              |          | +۱۰۰۰     | ۷۵    | چین          |
| ۴                                | ۲۰۰۶ () | آسن        | هلند              | ۲–۱۰ سپتامبر | پارک ورزش استادسبرک             | ۲۰۳      | ۱۰۹۷      | ۷۶    | چین          |
| ۵                                | ۲۰۱۱ () | کرایست‌چرچ  | نیوزیلند          | ۲۱–۳۰ ژانویه | پارک ملکه الیزابت دوم           | ۲۱۳      | ۱۰۶۰      | ۸۰    | چین          |
| ۶                                | ۲۰۱۳ () | لیون       | فرانسه            | ۱۹–۲۸ ژوئیه  | اِستِید دو ران                    | ۲۰۷      | ۱۰۷۳      | ۱۱۸   | روسیه        |
| ۷                                | ۲۰۱۵ () | دوحه       | قطر               | ۲۲–۳۱ اکتبر  | ورزشگاه سحیم بن حمد             | ۲۱۲      | ۱۲۳۰      | ۹۶    | چین          |
| مسابقات جهانی پارا دو و میدانی   |         |            |                   |              |                                 |          |           |       |              |
| ۸                                | ۲۰۱۷ () | لندن       | بریتانیا          | ۱۴–۲۳ ژوئیه  | ورزشگاه المپیک لندن             | ۲۱۰      | ۱۰۷۴      | ۹۲    | چین          |
| ۹                                | ۲۰۱۹ () | دبی        | امارات متحده عربی | ۷–۱۵ نوامبر  | کلوپ عزم مردم دبی               | ۱۷۲      | ۱۳۶۵      | ۱۱۸   | چین          |
| ۱۰                               | ۲۰۲۳ () | پاریس      | فرانسه            | ۸–۱۷ ژوئیه   | شباستین چارلتی                  | ۱۷۱      | ۱۲۰۶      | ۱۰۳   | چین          |
| ۱۱                               | ۲۰۲۴ () | کوبه       | ژاپن              | ۱۷–۲۵ مه     | استادیوم یادبود یونیورسِیاد کوبی | ۱۶۸      | ۱۰۷۳      | ۱۰۳   | چین          |
| ۱۲                               | ۲۰۲۵ () | کالی       | کلمبیا            |              | ورزشگاه المپیکو پاسکوال گوئررو  |          |           |       |              |

منبع:

## مدال‌ها (۲۰۲۴-۱۹۹۴)
منبع:
| رتبه             | کشور                              | طلا  | نقره | برنز | مجموع |
| ---------------- | --------------------------------- | ---- | ---- | ---- | ----- |
| ۱                | چین (CHN)                         | ۲۰۸  | ۱۸۴  | ۱۴۶  | ۵۳۸   |
| ۲                | بریتانیای کبیر (GBR)              | ۱۵۴  | ۱۲۵  | ۱۲۰  | ۳۹۹   |
| ۳                | ایالات متحده آمریکا (USA)         | ۱۴۸  | ۱۶۷  | ۱۵۶  | ۴۷۱   |
| ۴                | استرالیا (AUS)                    | ۱۲۵  | ۱۰۶  | ۱۰۳  | ۳۳۴   |
| ۵                | آلمان (GER)                       | ۱۱۴  | ۱۱۵  | ۱۲۲  | ۳۵۱   |
| ۶                | برزیل (BRA)                       | ۱۰۹  | ۹۲   | ۱۰۹  | ۳۱۰   |
| ۷                | روسیه (RUS)                       | ۱۰۸  | ۸۴   | ۸۳   | ۲۷۵   |
| ۸                | لهستان (POL)                      | ۸۰   | ۷۸   | ۷۱   | ۲۲۹   |
| ۹                | اوکراین (UKR)                     | ۸۰   | ۶۸   | ۷۵   | ۲۲۳   |
| ۱۰               | کانادا (CAN)                      | ۷۸   | ۶۹   | ۶۳   | ۲۱۰   |
| ۱۱               | تونس (TUN)                        | ۶۴   | ۴۸   | ۴۳   | ۱۵۵   |
| ۱۲               | آفریقای جنوبی (RSA)               | ۶۲   | ۶۱   | ۵۹   | ۱۸۲   |
| ۱۳               | سوئیس (SUI)                       | ۵۶   | ۵۵   | ۳۴   | ۱۴۵   |
| ۱۴               | الجزایر (ALG)                     | ۵۴   | ۵۵   | ۴۳   | ۱۵۲   |
| ۱۵               | اسپانیا (ESP)                     | ۵۳   | ۵۷   | ۶۸   | ۱۷۸   |
| ۱۶               | ایران (IRI)                       | ۵۳   | ۴۸   | ۴۴   | ۱۴۵   |
| ۱۷               | فرانسه (FRA)                      | ۴۸   | ۴۶   | ۵۰   | ۱۴۴   |
| ۱۸               | کوبا (CUB)                        | ۴۰   | ۹    | ۷    | ۵۶    |
| ۱۹               | مکزیک (MEX)                       | ۳۵   | ۴۳   | ۵۶   | ۱۳۴   |
| ۲۰               | هلند (NED)                        | ۳۰   | ۳۱   | ۲۹   | ۹۰    |
| ۲۱               | ایتالیا (ITA)                     | ۳۰   | ۲۶   | ۳۰   | ۸۶    |
| ۲۲               | ژاپن (JPN)                        | ۲۹   | ۴۶   | ۷۸   | ۱۵۳   |
| ۲۳               | مراکش (MAR)                       | ۲۶   | ۲۳   | ۲۵   | ۷۴    |
| ۲۴               | بلژیک (BEL)                       | ۲۳   | ۱۳   | ۱۵   | ۵۱    |
| ۲۵               | جمهوری ایرلند (IRL)               | ۲۲   | ۲۱   | ۲۶   | ۶۹    |
| ۲۶               | نیوزیلند (NZL)                    | ۲۱   | ۳۴   | ۱۷   | ۷۲    |
| ۲۷               | ازبکستان (UZB)                    | ۲۱   | ۱۹   | ۱۰   | ۵۰    |
| ۲۸               | اتریش (AUT)                       | ۱۹   | ۳۲   | ۲۱   | ۷۲    |
| ۲۹               | یونان (GRE)                       | ۱۹   | ۲۷   | ۳۲   | ۷۸    |
| ۳۰               | بلاروس (BLR)                      | ۱۹   | ۱۷   | ۲۲   | ۵۸    |
| ۳۱               | چک (CZE)                          | ۱۸   | ۳۰   | ۳۰   | ۷۸    |
| ۳۲               | تایلند (THA)                      | ۱۷   | ۲۰   | ۲۷   | ۶۴    |
| ۳۳               | لتونی (LAT)                       | ۱۷   | ۷    | ۵    | ۲۹    |
| ۳۴               | مصر (EGY)                         | ۱۶   | ۲۹   | ۳۰   | ۷۵    |
| ۳۵               | کلمبیا (COL)                      | ۱۶   | ۲۴   | ۲۵   | ۶۵    |
| ۳۶               | لیتوانی (LTU)                     | ۱۵   | ۱۶   | ۱۱   | ۴۲    |
| ۳۷               | فنلاند (FIN)                      | ۱۴   | ۲۳   | ۲۴   | ۶۱    |
| ۳۷               | پرتغال (POR)                      | ۱۴   | ۲۳   | ۲۴   | ۶۱    |
| ۳۹               | سوئد (SWE)                        | ۱۳   | ۲۱   | ۱۵   | ۴۹    |
| ۴۰               | هند (IND)                         | ۱۳   | ۱۵   | ۱۷   | ۴۵    |
| ۴۱               | بلغارستان (BUL)                   | ۱۳   | ۱۰   | ۱۱   | ۳۴    |
| ۴۲               | آذربایجان (AZE)                   | ۱۲   | ۸    | ۹    | ۲۹    |
| ۴۳               | کنیا (KEN)                        | ۱۱   | ۱۰   | ۱۱   | ۳۲    |
| ۴۴               | کویت (KUW)                        | ۱۰   | ۵    | ۷    | ۲۲    |
| ۴۵               | دانمارک (DEN)                     | ۹    | ۱۴   | ۸    | ۳۱    |
| ۴۶               | مالزی (MAS)                       | ۹    | ۶    | ۶    | ۲۱    |
| –                | ورزشکاران بی‌طرف پارالمپیک (NPA)   | ۸    | ۱۳   | ۱۷   | ۳۸    |
| ۴۷               | کرواسی (CRO)                      | ۸    | ۱۲   | ۱۶   | ۳۶    |
| ۴۸               | مجارستان (HUN)                    | ۸    | ۶    | ۸    | ۲۲    |
| ۴۹               | هنگ کنگ (HKG)                     | ۸    | ۴    | ۳    | ۱۵    |
| ۵۰               | ایسلند (ISL)                      | ۸    | ۳    | ۵    | ۱۶    |
| ۵۱               | امارات متحدهٔ عربی (UAE)           | ۷    | ۱۵   | ۱۱   | ۳۳    |
| ۵۲               | صربستان (SRB)                     | ۷    | ۱۱   | ۸    | ۲۶    |
| ۵۳               | اسلواکی (SVK)                     | ۶    | ۸    | ۱۰   | ۲۴    |
| ۵۴               | اکوادور (ECU)                     | ۵    | ۷    | ۶    | ۱۸    |
| ۵۵               | نروژ (NOR)                        | ۵    | ۳    | ۸    | ۱۶    |
| ۵۶               | نامیبیا (NAM)                     | ۴    | ۱۰   | ۸    | ۲۲    |
| ۵۷               | شیلی (CHI)                        | ۴    | ۶    | ۱    | ۱۱    |
| ۵۸               | اردن (JOR)                        | ۴    | ۴    | ۴    | ۱۲    |
| ۵۹               | کرهٔ جنوبی (KOR)                   | ۴    | ۳    | ۸    | ۱۵    |
| ۶۰               | ساحل عاج (CIV)                    | ۴    | ۰    | ۱    | ۵     |
| ۶۱               | آرژانتین (ARG)                    | ۳    | ۱۳   | ۱۴   | ۳۰    |
| ۶۲               | عراق (IRQ)                        | ۳    | ۹    | ۵    | ۱۷    |
| ۶۳               | ترکیه (TUR)                       | ۳    | ۳    | ۱۴   | ۲۰    |
| ۶۴               | عربستان سعودی (KSA)               | ۳    | ۲    | ۲    | ۷     |
| ۶۵               | تایوان (TPE)                      | ۳    | ۱    | ۱    | ۵     |
| ۶۶               | ونزوئلا (VEN)                     | ۲    | ۱۱   | ۱۰   | ۲۳    |
| ۶۷               | چکسلواکی (TCH)                    | ۲    | ۸    | ۷    | ۱۷    |
| ۶۸               | اسلوونی (SLO)                     | ۲    | ۵    | ۴    | ۱۱    |
| ۶۹               | جامائیکا (JAM)                    | ۲    | ۵    | ۲    | ۹     |
| ۷۰               | اتیوپی (ETH)                      | ۲    | ۳    | ۱    | ۶     |
| ۷۰               | بحرین (BHN)                       | ۲    | ۳    | ۱    | ۶     |
| ۷۲               | اندونزی (INA)                     | ۲    | ۱    | ۸    | ۱۱    |
| ۷۳               | ترینیداد و توباگو (TTO)           | ۲    | ۰    | ۳    | ۵     |
| ۷۳               | قبرس (CYP)                        | ۲    | ۰    | ۳    | ۵     |
| ۷۵               | نیجریه (NGR)                      | ۱    | ۴    | ۱    | ۶     |
| ۷۶               | موریس (MRI)                       | ۱    | ۳    | ۲    | ۶     |
| ۷۷               | سوریه (SYR)                       | ۱    | ۲    | ۱    | ۴     |
| ۷۸               | قطر (QAT)                         | ۱    | ۱    | ۱    | ۳     |
| ۷۹               | دومینیکن (DOM)                    | ۱    | ۱    | ۰    | ۲     |
| ۷۹               | زیمبابوه (ZIM)                    | ۱    | ۱    | ۰    | ۲     |
| ۷۹               | کاستاریکا (CRC)                   | ۱    | ۱    | ۰    | ۲     |
| ۷۹               | کیپ ورد (CPV)                     | ۱    | ۱    | ۰    | ۲     |
| ۸۳               | اسرائیل (ISR)                     | ۱    | ۰    | ۱    | ۲     |
| ۸۴               | اوگاندا (UGA)                     | ۱    | ۰    | ۰    | ۱     |
| ۸۴               | رواندا (RWA)                      | ۱    | ۰    | ۰    | ۱     |
| ۸۴               | گرجستان (GEO)                     | ۱    | ۰    | ۰    | ۱     |
| ۸۷               | آنگولا (ANG)                      | ۰    | ۴    | ۴    | ۸     |
| ۸۸               | سری‌لانکا (SRI)                    | ۰    | ۳    | ۵    | ۸     |
| ۸۹               | استونی (EST)                      | ۰    | ۲    | ۳    | ۵     |
| ۹۰               | فلسطین (PLE)                      | ۰    | ۲    | ۰    | ۲     |
| ۹۰               | لوکزامبورگ (LUX)                  | ۰    | ۲    | ۰    | ۲     |
| ۹۲               | سنگاپور (SGP)                     | ۰    | ۱    | ۱    | ۲     |
| ۹۲               | صربستان و مونته‌نگرو (SCG)         | ۰    | ۱    | ۱    | ۲     |
| ۹۴               | عمان (OMA)                        | ۰    | ۱    | ۰    | ۱     |
| ۹۴               | فیجی (FIJ)                        | ۰    | ۱    | ۰    | ۱     |
| ۹۴               | پاکستان (PAK)                     | ۰    | ۱    | ۰    | ۱     |
| ۹۴               | پورتوریکو (PUR)                   | ۰    | ۱    | ۰    | ۱     |
| ۹۸               | کمیته بین‌المللی پارا المپیک (IPC) | ۰    | ۰    | ۲    | ۲     |
| ۹۹               | اروگوئه (URU)                     | ۰    | ۰    | ۱    | ۱     |
| ۹۹               | برمودا (BER)                      | ۰    | ۰    | ۱    | ۱     |
| ۹۹               | بوتسوانا (BOT)                    | ۰    | ۰    | ۱    | ۱     |
| ۹۹               | بوسنی و هرزگوین (BIH)             | ۰    | ۰    | ۱    | ۱     |
| ۹۹               | قزاقستان (KAZ)                    | ۰    | ۰    | ۱    | ۱     |
| ۹۹               | موزامبیک (MOZ)                    | ۰    | ۰    | ۱    | ۱     |
| ۹۹               | مولدووا (MDA)                     | ۰    | ۰    | ۱    | ۱     |
| ۹۹               | ویتنام (VIE)                      | ۰    | ۰    | ۱    | ۱     |
| مجموع (۱۰۶ کشور) | مجموع (۱۰۶ کشور)                  | ۲۲۸۰ | ۲۲۶۲ | ۲۲۳۶ | ۶۷۷۸  |

## طبقه‌بندی
- اِف (F) = ورزشکاران میدانی
- تی (T) = ورزشکاران مسیر
- پی (P) = پنج گانه
- ۱-۱۳: کم بینا، ۱۱ و ۱۲ با راهنمای بینا رقابت می کنند.
- ۲۰: ناتوانی ذهنی.
- ۳۱-۳۸: فلج مغزی یا سایر شرایطی که بر هماهنگی و کنترل عضلات تأثیر می‌گذارد. ورزشکاران کلاس ۳۱-۳۴ در یک موقعیت نشسته رقابت می‌کنند. ورزشکاران کلاس ۳۵-۳۸ ایستاده رقابت می‌کنند.
- ۴۰-۴۱: ورزشکاران کوچک.
- ۴۲-۴۳: اختلال در قدرت عضلانی (بدون پروتز) در پاها.
- ۴۵-۴۷: پروتز اندام فوقانی.
- ۵۱-۵۷: آسیب‌های نخاعی. همه مسابقات با صندلی چرخدار به رقابت می‌پردازند. همه نشسته هستند.
- ۶۱-۶۴ : ورزشکارانی که پروتز دارند دچار کمبود اندام تحتانی و اختلاف طول ساق پا می‌شوند.
- ۷۱-۷۲ : اختلالات شدید هماهنگی فقط Frame Running را تمرین کنید.